# Орлово (Ивановская область)
Орлово — деревня в Шуйском районе Ивановской области. Входит в состав Остаповского сельского поселения.

## География
Находится в южной части Ивановской области на расстоянии приблизительно 5 км на юго-восток по прямой от районного центра города Шуя.

## История
В 1859 году здесь (тогда деревня в составе Шуйского уезда Владимирской губернии) было учтено 35 дворов.

## Население
Постоянное население составляло 221 человек (1859 год), 16 в 2002 году (русские 94 %), 21 в 2010.